# Heisterschoß
Heisterschoß is een plaats in de Duitse gemeente Hennef, deelstaat Noordrijn-Westfalen, en telt 1277 inwoners (2006).